# ハブニア (小惑星)
ハブニア (362 Havnia) は、小惑星帯にある典型的な小惑星である。
1893年3月12日にオーギュスト・シャルロワがニースで発見し、デンマークの都市コペンハーゲンのラテン語名にちなんで名づけられた。